# Гейке Арнарт
Гейке Арнарт (на нидерландски: Geike Arnaert; [ˈɣɛikə ˈʔɑrnaːrt]; родена на 13 септември 1979 г.) е белгийска певица, най-известна с това, че е водещ вокалист на групата „Хувърфоник“ от 1997 до 2008 г. и отново от 2020 г. Гейке е родена в Поперинге и израства във Вестоутер, град, който е близо до френската граница. От малка тя е пленена от музиката и затова решава да се яви на прослушване за белгийската група „Хувърфоник“, групата на китариста Реймънд Гиъртс и Алекс Калие.
Въпреки че „Хувърфоник“ е активна от средата на 90-те години, едва през 2000 г. тя отбелязва хит във фламандския Ultratop 50. С Mad About You групата прекарва 14 седмици в класациите, достигайки номер 23. The Magnificent Tree, албумът, който съдържа Mad About You, става още по-голям неин успех в Белгия.

## Хувърфоник
Според Алекс Калие, когато от „Хувърфоник“ търсели нов водещ певец, той попитал Арнарт: „Почти е ваканция, през септември ще навършиш 18 години, искаш ли да бъдеш наша певица?“. Тя веднага се съгласява. След повече от 10 години в групата, на 10 октомври 2008 г., Арнарт обявява, че ще я напусне до края на годината, за да продължи соло кариерата си. Последният концерт на Арнарт с „Хувърфоник“ е на 13 декември същата година в Tele-Club, Екатеринбург, Русия. Причината да напусне, както тя казва в пресата, е: „Желая други музикални и артистични проекти и искам да се концентрирам върху собствената си музикална кариера“. Три години по-късно обаче, в интервю за завръщането си за новия си солов албум, тя коментира напускането си: „Имаше няколко причини. Докато пораствах и помъдрявах, развих собствен характер и собствени артистични идеи. Опитах се да разкрия това, но имаше и други (Алекс Калие и Реймънд Гиртс), които не са отворени за това. Ролите им са фиксирани, а моите бяха тихи и красиви, а десет години раздяла изглеждаха достатъчно дълго. Нещо повече, стремеж към конфронтация е да отбележа, че мъжете, с които трябваше да работя и които виждах като нещо друго, си спомням „Гъбата“ (псевдоним на Андрю Воулс) от „Масив Атак“ да настоява да се свържа с него“[ неясно? ]. През февруари 2016 г., 7 години след последното си изпълнение с групата, Арнарт изпълнява Mad About You заедно с „Хувърфоник“ за специално събитие на Radio2 в Белгия. Според Калие това е било еднократно сътрудничество.
През ноември 2020 г. „Хувърфоник“ обявява, че Арнарт ще се завърне в групата, като също така ще се раздели с бившия водещ вокалист Лука Кройсберг. В резултат на това тя представя Белгия, заедно с останалата част от групата, на конкурса за песен на „Евровизия“ през 2021.

## Извън „Хувърфоник“
През 2010 г. Арнарт се събира заедно със „Спинвис“, за да работят върху саундтрака на Breath (оригинално заглавие: Adem), белгийски филм за млади хора, които страдат от муковисцидоза. След като са написали повече съдържание, отколкото е необходимо за филма, те издават запис, наричайки себе си Dorleac (паралел с Франсоаз Дорлеак) за проекта.
През 2011 г. Арнаерт издава първия си солов албум For The Beauty of Confusion.
Арнаерт записва френската песен Le temps des cerises с певеца, текстописец и изпълнител Бобеян Шопен за неговия албум от 2008 г. Bobbejaan, първият му албум от 35 години. Пуснат е и видеоклип към песента.
Арнаерт също е пяла като гост-вокалист за различни изпълнители като Озарк Хенри, Флип Коулиър и Том Хелсън. Тя участва с вокали в Mijn Leven, последният сингъл на белгийския рапър Vijvenveertig (Анди Сиърънс). Песента е записана две седмици преди Сиърънс да почине от рак.
Тя има две сестри: Ане Арнаерт и Кат Арнаерт, която е била певица с белгийските групи Sutrastore и Tommigun.

## Дискография

### С Hooverphonic
| Албуми | Албуми                               |
| От     | Заглавие                             |
| ------ | ------------------------------------ |
| 1998   | Blue Wonder Power Milk               |
| 2000   | The Magnificent Tree                 |
| 2002   | Hooverphonic Presents Jackie Cane    |
| 2005   | No More Sweet Music/More Sweet Music |
| 2007   | The President of the LSD Golf Club   |

### Солови албуми
| Албуми | Албуми                      |
| От     | Заглавие                    |
| ------ | --------------------------- |
| 2011   | For the Beauty of Confusion |
| 2019   | Lost in Time                |